# Alexander Hamilton Bridge
Le Alexander Hamilton Bridge est un pont reliant Manhattan et le Bronx à New York.

## Origine du nom
Alexander Hamilton est l'un des Pères fondateurs des États-Unis.

## Dans la culture populaire
- Le pont apparaît dans les jeux vidéos Grand Theft Auto IV  et   Grand Theft Auto: Chinatown Wars sous le nom de Northwood Heights Bridge.
- Il sert aussi de décor au premier combat du film Spider-Man: No Way Home